# Radioactive (canción de Kings of Leon)
«Radioactive» (en español: «Radioactivo») es una canción de la banda estadounidense de rock Kings of Leon, lanzado como primer sencillo de su álbum de 2010: Come Around Sundown. Se trata de la segunda pista en el álbum.
La canción, junto con el video musical que la acompaña, se estrenó el 8 de septiembre en el sitio web de los Kings. Al día siguiente, recibió su estreno oficial en la radio australiana, y debutó en la Radio Alternativa de Estados Unidos el 13 de septiembre. La canción fue lanzada en iTunes Estados Unidos el 14 de septiembre, y en una fecha posterior en el resto de los países. 
La canción fue nominada para la 53° entrega de los Premios Grammy en dos categorías: Mejor Interpretación Rock por un Dúo o Grupo con Vocales y Mejor Canción de Rock.
La canción se utiliza en las películas I Am Number Four y Boyhood.

## Lista de canciones
Descarga digital
1. «Radioactive» - 3:27

Sencillo CD (Europa)
1. «Radioactive» - 3:27
2. «Radioactive (Remix Featuring West Angeles Mass Choir)» - 3:35

## Posicionamiento en listas
| Listas (2010)                                 | Mejor posición |
| --------------------------------------------- | -------------- |
| Alemania (Offizielle Deutsche Charts)         | 41             |
| Australia (ARIA)                              | 19             |
| Austria (Ö3 Austria Top 40)                   | 36             |
| Bélgica (Flandes) (Ultratop 50)               | 22             |
| Bélgica (Valonia) (Ultratip Bubbling Under)   | 15             |
| Canadá (Canadian Hot 100)                     | 19             |
| Dinamarca (Airplay danés)                     | 15             |
| Estados Unidos (Billboard Hot 100)            | 37             |
| Estados Unidos (Alternative Airplay)          | 1              |
| Estados Unidos (Hot Rock & Alternative Songs) | 3              |
| Europa (Euro Digital Tracks Billboard)        | 10             |
| Irlanda (IRMA)                                | 5              |
| México (México Airplay Billboard)             | 6              |
| Nueva Zelanda (Recorded Music NZ)             | 10             |
| Países Bajos (Mega Single Top 100)            | 36             |
| Reino Unido (UK Singles Chart)                | 7              |
| Suecia (Sverigetopplistan)                    | 53             |